# Архијерејско намесништво борско-поречко
Архијерејско намесништво борско-поречко је једно од укупно седам архијерејских намесништва Епархије тимочке. Чине је парохије и црквене општине Српске православне цркве на територији општине Мајданпек и града Бора. Седиште намесништва је Црква Светог великомученика Георгија у Бору. Архијерски намесник је протојереј Саша Степановић.

## Парохије
Архијерејско намесништво борско-поречко чини 11 парохија од којих се 8 налазе у граду Бору, а 3 парохија у општини Мајданпек.
| Парохија          | Седиште парохије                         | Области                                                                 |
| ----------------- | ---------------------------------------- | ----------------------------------------------------------------------- |
| Злотска           | Злот Црква Светог пророка Илије          | Злот                                                                    |
| Прва борска       | Бор Црква Светог великомученика Георгија | Брестовац и део Бора (насеље Бор 2 и Металург)                          |
| Друга борска      | Бор Црква Светог великомученика Георгија | Метовница и део Бора (насеље Нови градски центар и Слатинско насеље)    |
| Трећа борска      | Бор Црква Светог великомученика Георгија | Кривељ и део Бора                                                       |
| Четврта борска    | Бор Црква Светог великомученика Георгија | Доња Бела Река, Оштрељ и део Бора                                       |
| Пета борска       | Бор Црква Светог великомученика Георгија | Бучје и део Бора                                                        |
| Шеста борска      | Бор Црква Светог великомученика Георгија | Слатина и део Бора                                                      |
| Лучка             | Лука Црква Вазнесења Господњег           | Лука, Танда и Топла                                                     |
| Прва мајданпечка  | Мајданпек Црква Светог Петра и Павла     | Рудна Глава, Дебели Луг, Црнајка и део Мајданпека                       |
| Друга мајданпечка | Мајданпек Црква Светог Петра и Павла     | Влаоле, Јасиково, Лесково и део Мајданпека                              |
| Доњомилановачка   | Доњи Милановац Црква Светог Николе       | Доњи Милановац, Мосна, Клокочевац, Бољетин, Голубиње, Мироч и Тополница |

## Верски објекти
| Име верског објекта                  | Место          | Општина/град |
| ------------------------------------ | -------------- | ------------ |
| Црква Светог великомученика Георгија | Бор            | Бор          |
| Црква Свете Тројице                  | Кривељ         | Бор          |
| Црква Свете Тројице                  | Горњане        | Бор          |
| Црква Успења Пресвете Богородице     | Слатина        | Бор          |
| Црква Светог Петра и Павла           | Брестовац      | Бор          |
| Црква Светог пророка Илије           | Злот           | Бор          |
| Црква Свете Тројице                  | Доња Бела Река | Бор          |
| Црква Вазнесења Господњег            | Метовница      | Бор          |
| Црква Свете Тројице                  | Шарбановац     | Бор          |
| Црква Вазнесења Господњег            | Лука           | Бор          |
| Црква Светог Николаја                | Доњи Милановац | Мајданпек    |
| Црква Светих апостола Петра и Павла  | Мајданпек      | Мајданпек    |
| Црква Успења Пресвете Богородице     | Црнајка        | Мајданпек    |
| Црква Светог Саве                    | Рудна Глава    | Мајданпек    |

## Галерија
- Црква Успења Пресвете Богородице у Слатини
- Црква Светог Петра и Павла у Мајданпеку
- Црква Свете Тројице у Горњану
- Црква Светог пророка Илије у Злоту
- Црква Светог Николе у Доњем Милановцу
- Црква Свете Тројице у Шарбановцу